# Porolissum

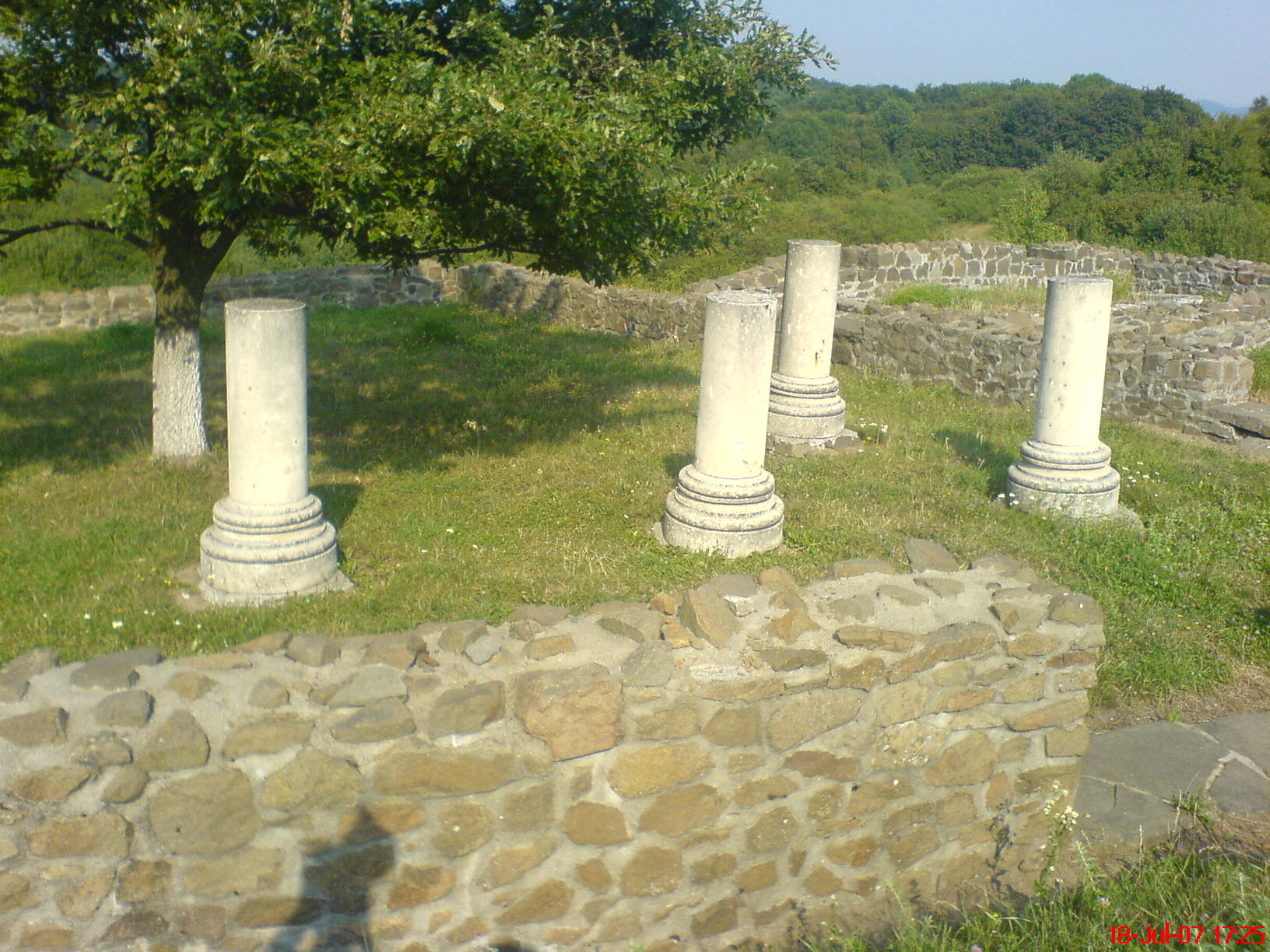
Ruines de maisons romaines

Porolissum est une ancienne cité romaine de Dacie et l'un des plus importants sites archéologiques roumains situé de nos jours dans le județ de Sălaj, à quelques kilomètres de sa préfecture Zalău, dans la commune de Mirșid. Le site, remarquable, bénéficie d'un très vaste panorama sur les Monts Meseș.

## Histoire
Avant la conquête romaine Porolissum était déjà un important établissement et cela depuis l'âge du fer. Une agglomération s'est développée sur la colline de Magura face au futur site romain. La forteresse dace a été prise en 106 lors des Guerres daciques par les forces romaines de Trajan après sa victoire sur les troupes de Décébale. Une présence romaine permanente s'affirme très vite. Le site, situé aux limites de l'Empire, dans les Carpates occidentales contrôlait le passage entre le plateau transylvain et la plaine pannonienne, il abrite très rapidement une importante garnison et divers aménagements militaires.
En 124, la cité devient la capitale de la nouvelle province de la Dacia Porolissensis créée par Hadrien puis obtient sous Septime Sévère le statut de municipe (Municipium Septimium Porolissensis). Elle est alors à son apogée et compte quelque 15 000 habitants.
En 271, sous le règne de l'empereur Aurélien, la ville est abandonnée par les forces romaines qui ne peuvent plus défendre la Dacie contre les assauts barbares. Si le devenir de la Dacie après son évacuation par les forces militaires romaines est débattu, il semble à Porolissum que le départ des forces romaines n'ait pas entraîné de grands bouleversements. Au IVe siècle la ville présente des signes de christianisation.
Le nom de la ville apparaît dans la Table de Peutinger, copie du XIIIe siècle d'un original romain, ainsi que dans la Géographie de Ptolémée.

## Fouilles archéologiques
Les premières fouilles archéologiques sont entreprises sur le site au XIXe siècle mais ce n'est qu'en 1977 qu'elles sont lancées à grande échelle.
Actuellement, on accède au castrum par une des portes de la ville, la Porte Prétorienne reconstruite et symbole du lieu. Le site se compose de deux camps rectangulaires. Le premier, sur la colline de Pomet est le plus vaste et mesure 226 m × 294 m. Le second se situe à 700 m au nord-est, sur la colline Citera et mesure 66,65 m × 101,10 m. L'agglomération se développe autour et entre les deux camps. Avec environ 7 ha, le camp de Pomet pouvait accueillir plusieurs unités auxiliaires. Bien plus petit, le camp de Citera, d'une superficie inférieure à un hectare accueillait vraisemblablement un numerus de soldats originaires de Syrie. Le dispositif militaire romain à Porolissum était complété par d'importantes fortifications linéaires de plusieurs kilomètres de long. Constituées de levée de terre et d'un fossé, elles furent ensuite remplacées par des murs en pierre. Le système était complété par des tours de guet et des fortins.
Une station de douane romaine a été fouillée à proximité du camp de Pomet, elle s'appuyait sur la fortification linéaire et permettait le prélèvement d'une taxe sur le commerce qui s'effectuait avec le barbaricum.
Au-delà de la Porte Décumane ont été mises au jour les ruines d'un amphithéâtre. On a aussi découvert des bains publics, un temple dédié à Liber Pater, le forum et une insula de 4 maisons.
En 2006, les fouilles conjointes germano-roumaines ont mis au jour une nécropole sur la colline Ursoieș et, en 2009, on a découvert ce qui devait être un mithraeum.